# 口北道
口北道，為清代直隸省所管轄的道級政區。
康熙三年（1664年）改怀隆道置，管轄當時的宣化府與口北三廳，大約相當今日河北省張家口市，乃至內蒙古自治區錫林郭勒盟南境一帶。
民國時期，口北道仍屬直隸省，治宣化縣，轄宣化、赤城、万全、龍關、怀來、陽原、怀安、蔚、延慶、涿鹿等十縣，中華民國十七年（1928年），以蔣介石為首的国民革命军北伐成功後，全面廢道，原口北道改屬察哈爾省管轄。